# 2 000 mètres
Le 2 000 mètres est une épreuve d'athlétisme de demi-fond qui consiste à parcourir 5 tours de piste. Cette épreuve ne figure pas aux championnats du monde ni aux jeux olympiques. Elle est pratiquée dans les meetings.
Le record du monde est détenu par le Norvégien Jakob Ingebrigtsen en 4 min 43 s 13 (2023) et par l'Australienne Jessica Hull en 5 min 19 s 70 (2024).

## Records

### Records du monde
| Genre | Performance   | Athlète            | Date             | Lieu      |
| ----- | ------------- | ------------------ | ---------------- | --------- |
| M     | 4 min 43 s 13 | Jakob Ingebrigtsen | 8 septembre 2023 | Bruxelles |
| F     | 5 min 19 s 70 | Jessica Hull       | 12 juillet 2024  | Monaco    |

### Records continentaux
| Continent                                                 | Hommes (au 14 juillet 2024) | Hommes (au 14 juillet 2024) | Hommes (au 14 juillet 2024) | Femmes (au 14 juillet 2024) | Femmes (au 14 juillet 2024) | Femmes (au 14 juillet 2024) |
| Continent                                                 | Temps                       | Athlète                     | Nation                      | Temps                       | Athlète                     | Nation                      |
| --------------------------------------------------------- | --------------------------- | --------------------------- | --------------------------- | --------------------------- | --------------------------- | --------------------------- |
| Afrique (records)                                         | 4 min 44 s 79               | Hicham El Guerrouj          | Maroc                       | 5 min 21 s 56               | Francine Niyonsaba          | Burkina Faso                |
| Asie (records)                                            | 4 min 55 s 57               | Mohamed Suleiman            | Qatar                       | 5 min 29 s 41               | Wang Junxia                 | Chine                       |
| Europe (records)                                          | 4 min 43 s 13               | Jakob Ingebrigtsen          | Norvège                     | 5 min 25 s 36               | Sonia O'Sullivan            | Irlande                     |
| Amérique du Nord, Amérique centrale et Caraïbes (records) | 4 min 51 s 54               | Charles Philibert-Thiboutot | Canada                      | 5 min 28 s 78               | Cory McGee                  | États-Unis                  |
| Océanie (records)                                         | 4 min 48 s 77               | Stewart McSweyn             | Australie                   | 5 min 19 s 70               | Jessica Hull                | Australie                   |
| Amérique du Sud (records)                                 | 5 min 3 s 34                | Hudson de Souza             | Brésil                      | 5 min 50 s 21               | María Pía Fernández         | Uruguay                     |